# Бурдон (музыка)
Бурдо́н (фр. bourdon, итал. bordone, лат. bordunus, burdo; этимология неясна) — многозначный музыкальный термин. Основное значение — непрерывно тянущийся (выдержанный) тон или музыкальный интервал (как правило, квинта или конкорд квинтоктавы), на фоне которого разворачивается мелодия. Термин «бурдон» используют для описания народной и традиционной музыки (разных региональных традиций), а также для описания некоторых феноменов музыки доклассического периода (см., например, фобурдон). В академической музыке классико-романтического периода в значении, близком бурдону, употребляется термин «органный пункт».

## В традиционных музыкальных инструментах
На некоторых струнных (например, на русском гудке и (иногда) гуслях, индийских ситаре и танпуре, европейской колёсной лире) и духовых (например, на волынке и её многочисленных локальных разновидностях) музыкальных инструментах бурдоном называется непрерывно тянущийся звук (на струнных чаще квинта или квинтоктава).
Древнегреческая иконография музыкальных инструментов (авлеты с двойными авлосами) позволяет предполагать, что бурдон существует с глубокой древности. Средневековый теоретик музыки Иероним Моравский (ок. 1275 г.) словом bordunus называл свободные (не укорачиваемые при игре) струны виелы. В XVI веке словом «бурдон» пользовались для обозначения самой нижней или второй снизу струны лютни, а также виолы да гамба. С XVII века бурдоном стали называть низкий органный регистр. Во Франции бурдоном называют самый низкий по тесситуре колокол. Музыкальные инструменты с бурдоном поныне распространены в музыкальном фольклоре многих народов Европы и Азии (например, индийская танпура).

## В старинной вокальной музыке
В Англии со второй половины XIII века бурдоном называли нижний голос многоголосного сочинения, в котором находился cantus firmus (см. также Фобурдон); таким образом, английский «бурдон» можно до некоторой степени считать аналогом (общеевропейского) тенора в смысле «несущего» полифоническую конструкцию голоса (теория Г. Бесселера).
Вокальное многоголосие с бурдоном характерно для новогреческой православной музыки и, вероятно, для её прототипа — средневекового византийского многоголосия (см. Исон). Тот же византийский прототип лёг в основу современных «аутентичных» реконструкций древнерусских православных песнопений, а также реконструкций догригорианских локальных традиций (амвросианской, беневентанской, староримской и др.) церковной монодии католиков.

## В теории музыки
Бурдоном называется склад многоголосия (иначе «бурдонный склад»), который характеризуется выдержанным (как правило, басовым) органным пунктом, на фоне которого развёртывается мелодическая линия. Именно в таком смысле употребляется слово «бурдон» уже в начале XIV века в «Божественной комедии» Данте — на входе в земной рай поэта встречает пение птиц (cantando) на непрерывном тянущемся (che tenevan) фоне-шорохе (bordone) лесной листвы (Чистилище, XXVIII, 16—18):
| оригинал                                                                                                 | перевод М. Лозинского                                                                                  |
| --- | --- |
| Ma con piena letizia l’ore prime Cantando, riceveamo intra le foglie, Che tenevan bordone alle sue rime… | Они [птицы], ликуя посреди дерев, Встречали песнью веянье востока В листве, гудевшей их стихам припев… |

Бурдонный склад нельзя отнести к монодии (ибо в фактуре присутствует больше одного голоса), но также нельзя отнести к полифонии (поскольку функция бурдона в многоголосной фактуре не может быть приравнена к мелодической), потому музыковеды обычно говорят, что бурдонный склад занимает промежуточное между монодией и полифонией положение.
Бурдонный склад характерен для устной профессиональной традиции (светской и культовой) многих азиатских народов, причём бурдон может быть как выдержанным (как в индийской традиционной музыке), так и репетитивным (как в инструментальной музыке казахов, киргизов, турок и т. д.). Предположительно бурдонный склад был характерен для византийской церковной музыки и некоторых древнейших традиций средневекового церковного пения католиков. К бурдонному складу относят также мелизматический органум.

## Использование
Композиторы изредка используют бурдон для придания пасторального / архаического / фольклорного колорита. Примеры: Бетховен — симфония № 6 (части III и V); Берлиоз — симфония «Гарольд в Италии», часть III; Барток — «Микрокосмос», кн. 5 «Волынка».
В поп-музыке и рок-музыке конца XX—XXI века вместо академического термина «бурдон» используется транслитерация англ. drone — «дроун», отсюда дроун-эмбиент, дроун-метал и др. производные термины.